# Kloster Anrode

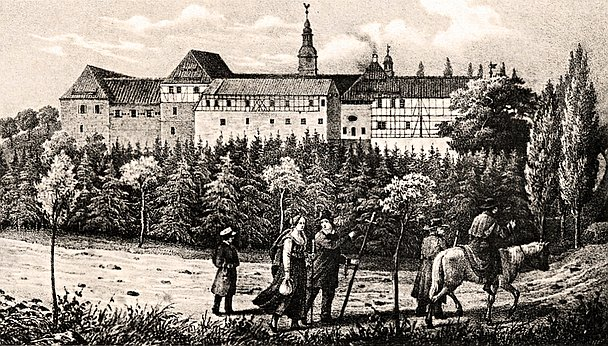
Kloster Anrode (Lithographie, 19. Jahrhundert)

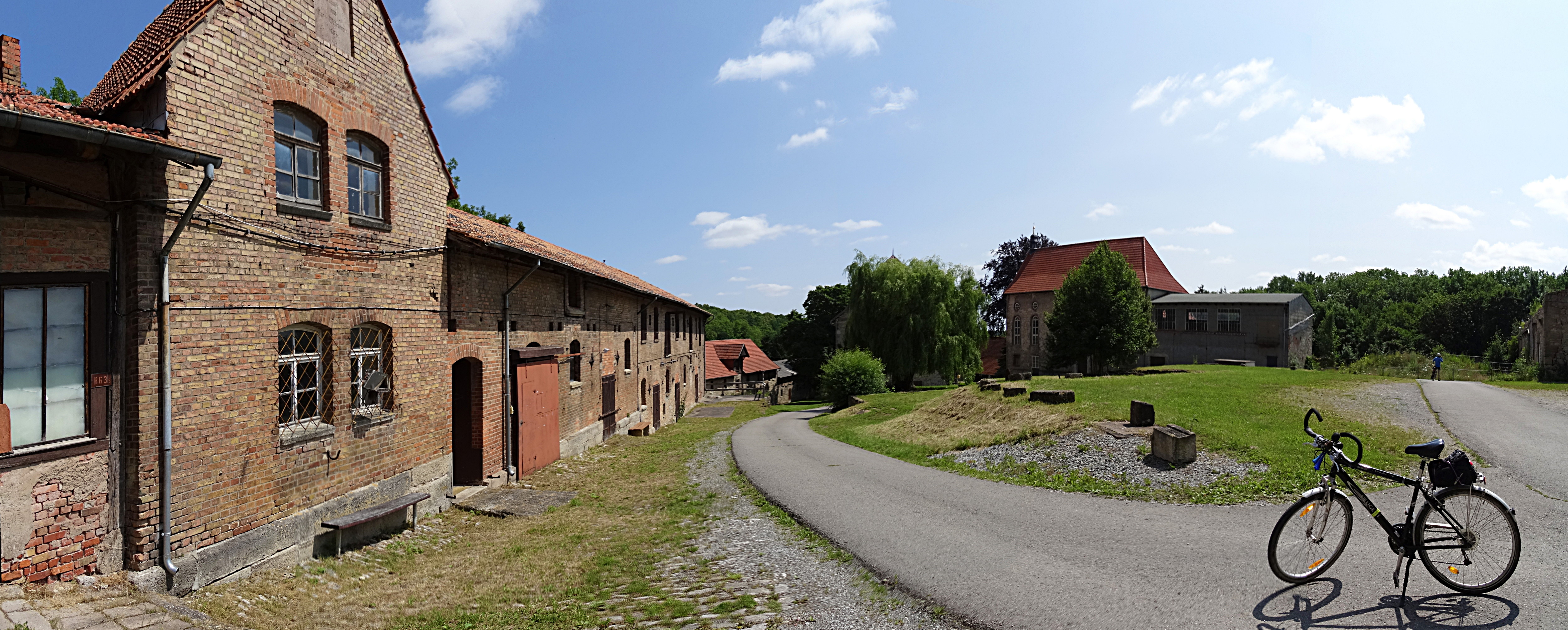
Oberer Hof

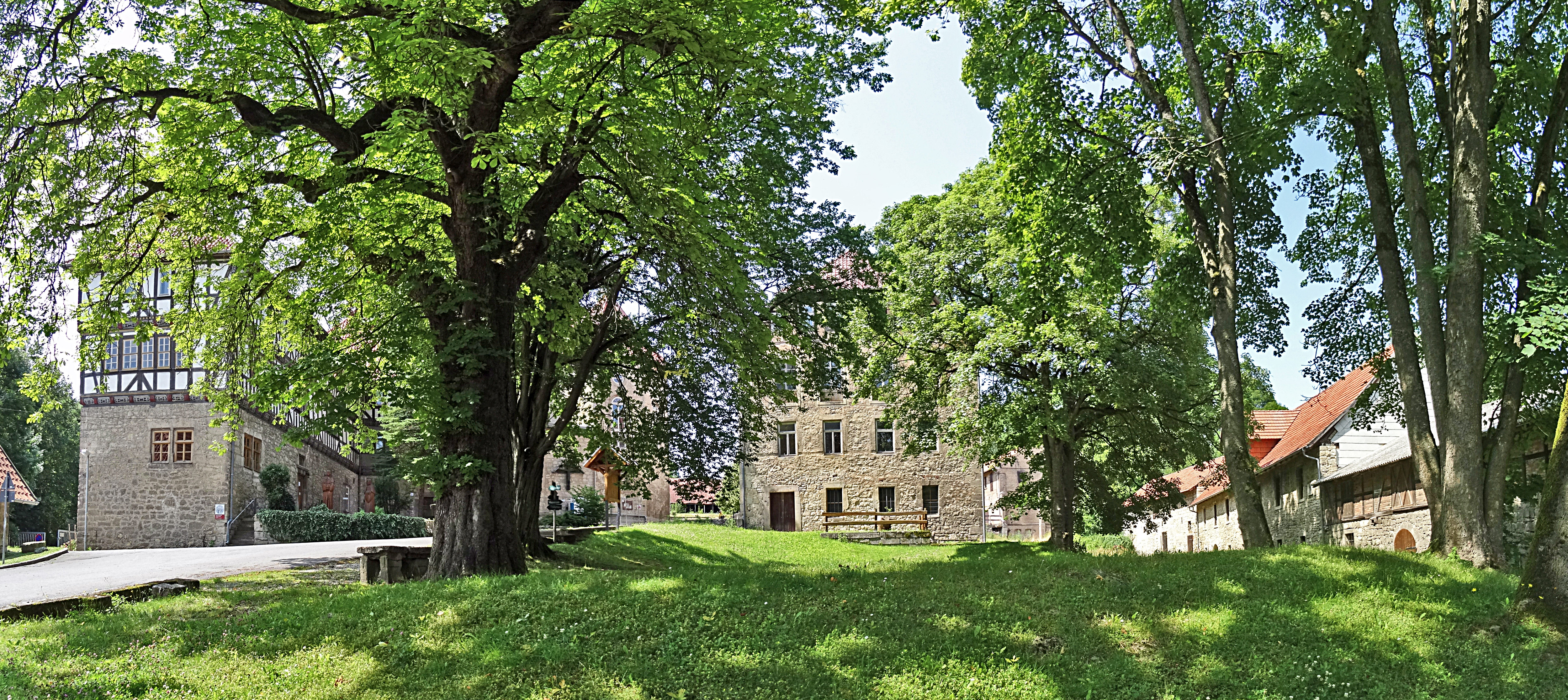
Unterer Hof

Das Kloster Anrode ist eine ehemalige Zisterzienserinnen-Abtei in der Stadt und Landgemeinde Dingelstädt im Landkreis Eichsfeld (Thüringen).

## Lage
Das Kloster Anrode liegt etwa einen Kilometer westlich von Bickenriede auf einer schmalen Bergzunge zwischen der Luhne im Norden und dem Gießegraben im Süden.

## Geschichte

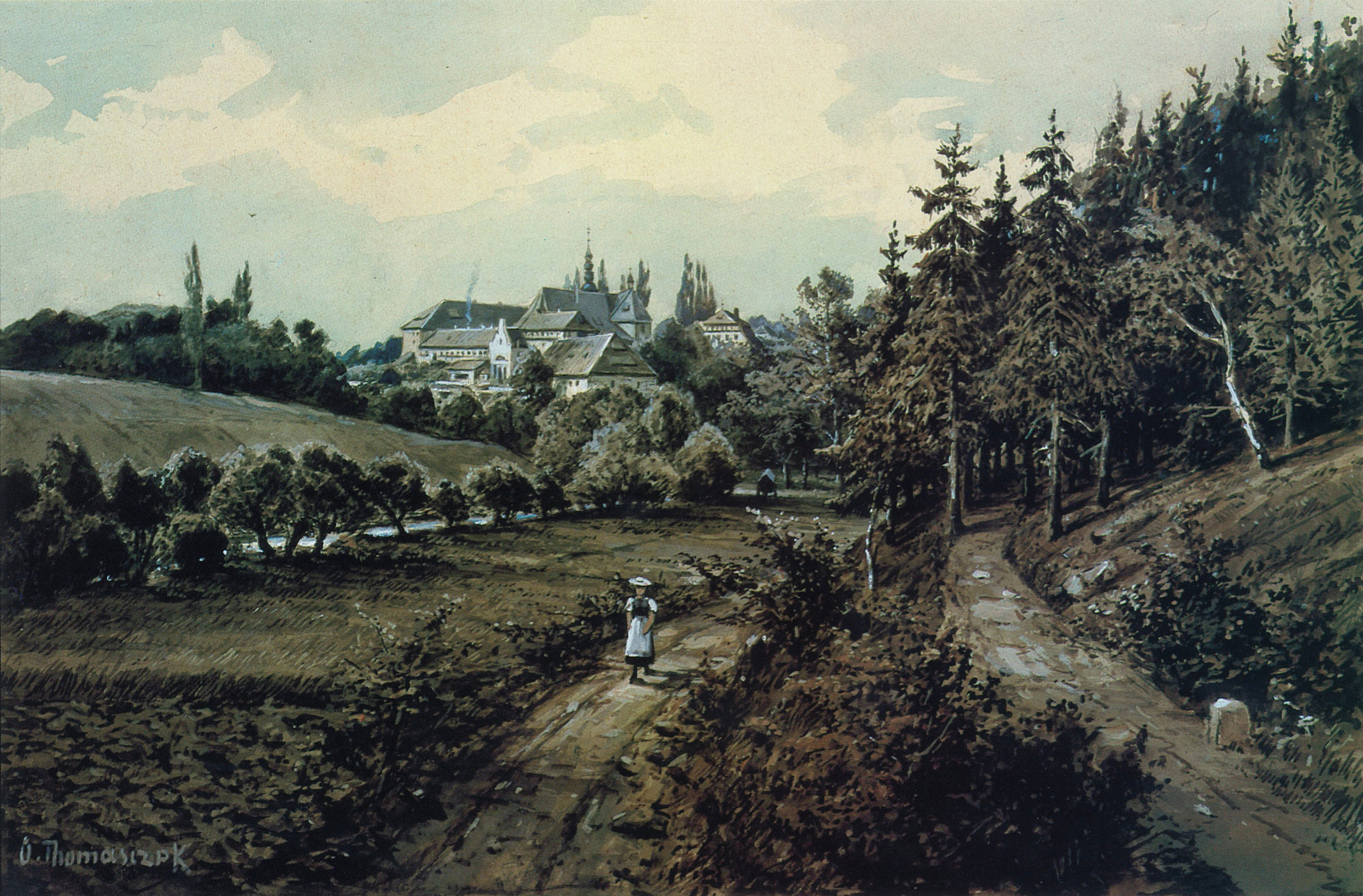
Kloster Anrode, Gemälde von Otto Tomasczek

Das Kloster Anrode wurde vermutlich 1267 durch die Zisterzienserinnen des Abtei Beuren gegründet. Das dafür benötigte Land war im Besitz eines Ratsherren Heinrich Kämmerer der benachbarten Reichsstadt Mühlhausen, es lag am Rande des Dorfes Anrode, welches unter dem Namen „Anninrod“ bis ins 13. Jahrhundert bestand. 1311 trug die Abtei Anrode zur Besiedelung des Klosters Worbis bei. Obwohl Kloster Anrode sowohl im Bauernkrieg 1525 als auch im Dreißigjährigen Krieg zerstört und wieder aufgebaut wurde bewahrte der Ort seinen klösterlichen Besitzstand und erreichte im 17. Jahrhundert eine letzte Blüte. Auch in der darauf folgenden Zeit schaffte es das Kloster nicht, sich völlig zu erholen. 1810 wurde das Nonnenkloster im Zuge der Säkularisation aufgehoben.
Bereits 1811 wurde das Kloster an Johann Franz Justus von Wedemeyer verkauft. Bis 1886 gehörte das Gut der Familie von Wedemeyer, danach bis 1927 der Familie Wiersdorff. Diese nutzten die Klostergebäude und -ländereien landwirtschaftlich. In diese Zeit fällt der Aufenthalt des Schnellläufers Mensen Ernst in Anrode. Zwischen 1935 und 1957 bestand hier eine Flachsrösterei. Ab 1957 wurde in den ehemaligen Klostergebäuden eine Seilerfabrik als Zweigbetrieb des VEB Sponeta Schlotheim eingerichtet, die bis 1990 bestand. 1993 wurde das Kloster von der Gemeinde Bickenriede gekauft und wird seitdem überwiegend mit Landes- und Bundesmitteln restauriert.

### Dorf Anrode
Vor der Gründung des Klosters Anrode bestand am gleichen Ort bereits eine größere dörfliche Ansiedlung. Die Besiedlung des „Rode“-Ortes ist für einen Zeitraum ab dem 10. Jahrhundert anzunehmen. Das Dorf Aninnrod wurde im März 1197 erstmals urkundlich erwähnt. Das Dorf gehörte zum damaligen Burgbezirk Velsecke/Gleichenstein. Häufigere urkundliche Erwähnungen finden sich aber erst ab dem Jahr 1267 im Zusammenhang mit der Klostergründung. 1268 schenkte Heinrich Kämmerer von Mühlhausen dem Kloster die Kirche und 10 Hufen Land in villa Anninrod. Die Kirche ist vermutlich auf den Namen St. Johannes geweiht gewesen.
Bis 1301 hatte das Kloster alle Ländereien und Höfe in der Gemarkung von Anrode in seinen Besitz, das waren etwa 20 ½ Hufen Ackerland, Wald und eine Mühle. Dieses Land stammte aus dem Besitz verschiedener Adelsfamilien, wie den Kämmerern in Mühlhausen, dem Landgrafen Albert von Thüringen, dem Grafen von Gleichenstein, den Herren von Küllstedt und Stein. Vermutlich ist in diesem Zeitraum auch das Dorf wüst gefallen beziehungsweise im Klosterareal aufgegangen.
Ob die unmittelbar westlich von Anrode benannte Günzburg eine Burganlage darstellte, ist nicht bekannt. Archäologische Funde für die Dorfbesiedlung sind nicht bekannt und auf Grund der nachfolgenden Bautätigkeiten am Kloster auch nicht mehr zu erwarten.

### Kloster- und Patrimonialgericht Anrode

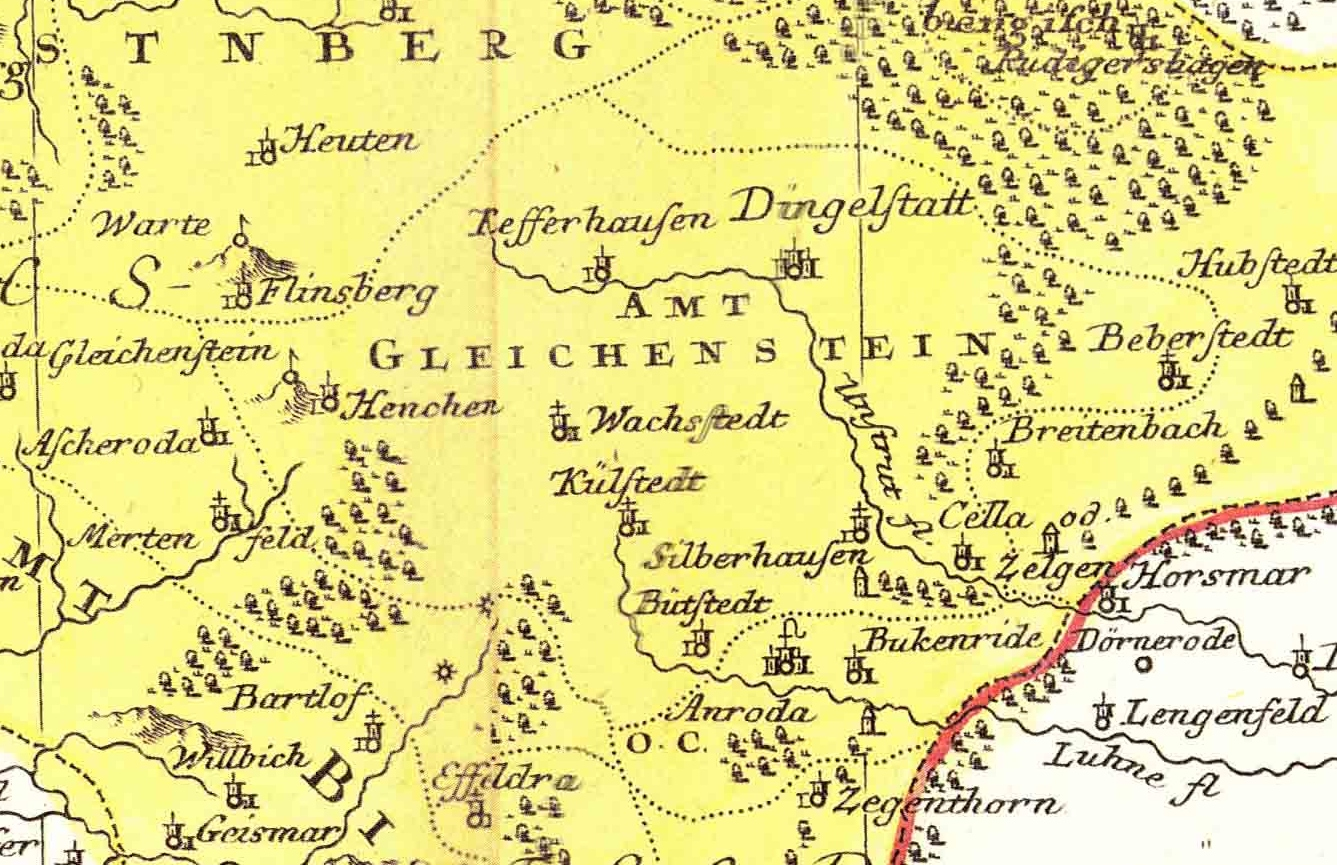
Der Gerichtsbezirk des Klosters Anrode im Jahre 1759

Zum Klostergerichtsbezirk gehörte das benachbarte Bickenriede (1344), Bebendorf (1381) und im Tausch mit dem St. Martinsstift in Heiligenstadt die Kirchen auf dem Hülfensberg (1357) und in Geismar (später an die Familie von Hanstein). Das Kloster besaß die niedere Gerichtsbarkeit über diese Orte und weitere Besitzungen. Unmittelbar am heute nicht mehr vorhandenen Struther Tor befindet sich das ehemalige Gast- und Gerichtshaus für die Verwaltung des Gerichtes Anrode. Ende des 18. Jahrhunderts war ein Johann Franz Ignaz Strecker Aktuar des Klosters.
Nachdem Franz Jost von Wedemeyer 1811 den Klosterbesitz von der Regierung des Königreiches Westphalen gekauft hatte, wurde ihm 1829 die Rittergutqualität und die Gerichtsbarkeit über die Gutsbewohner verliehen. Das Patrimonialgericht Anrode wurde 1849 aufgelöst. Dessen schriftliche Überlieferung im Umfang von 2,2 laufenden Metern aus dem Zeitraum (1572) 1803 bis 1859 wird am Standort Wernigerode des Landesarchivs Sachsen-Anhalt verwaltet.

## Äbtissinnen von Anrode
Folgende Äbtissinnen sind bekannt:
- 1303 Johanne von Worbis[9]
- 1306 Sidonie von Gerterode[9]
- 1346 Adelheid von Gerterode[10][11][9]
- 1356 Else von Mila[9]
- 1381 Adelheid von Gerterode[11][9]
- 1475 N. von Bodenhausen[9]
- 1495 Elisabeth von Eschwege[9]
- 1508 Anna von Adelepsen[9]
- 1525–1531 Elisabeth Luchtewald
- 1534–1547 Appolonia Uderstedt
- 1548–1554 Elisabeth von Eschwege
- 1556–1575 Anna von Hanstein
- 1585–1598 Anna Ludwig, 1588 Katharina Stapel
- 1601–1609 Katharina Koch
- 1623–1636? Agnes Merker
- 1635?–1672 Margarethe Koch
- 1673–1678 Christina Franziska Multhauf
- 1719–1760 Benigna Funke
- 1760–1768 Josepha Degenhard
- 1768–1777 Anna Cäcilia Dietrich
- 1777–1790 Bernarda Kopp
- 1791–1810 Rosalia Engelhardt

## Die Klosteranlage und deren Bauten
An das Kloster grenzte eine geschlossene Hofanlage mit Torhäusern, Scheunen und Stallungen. Die gesamte Anlage ist zu großen Teilen noch erhalten.
1. Propstei / Herrenhaus

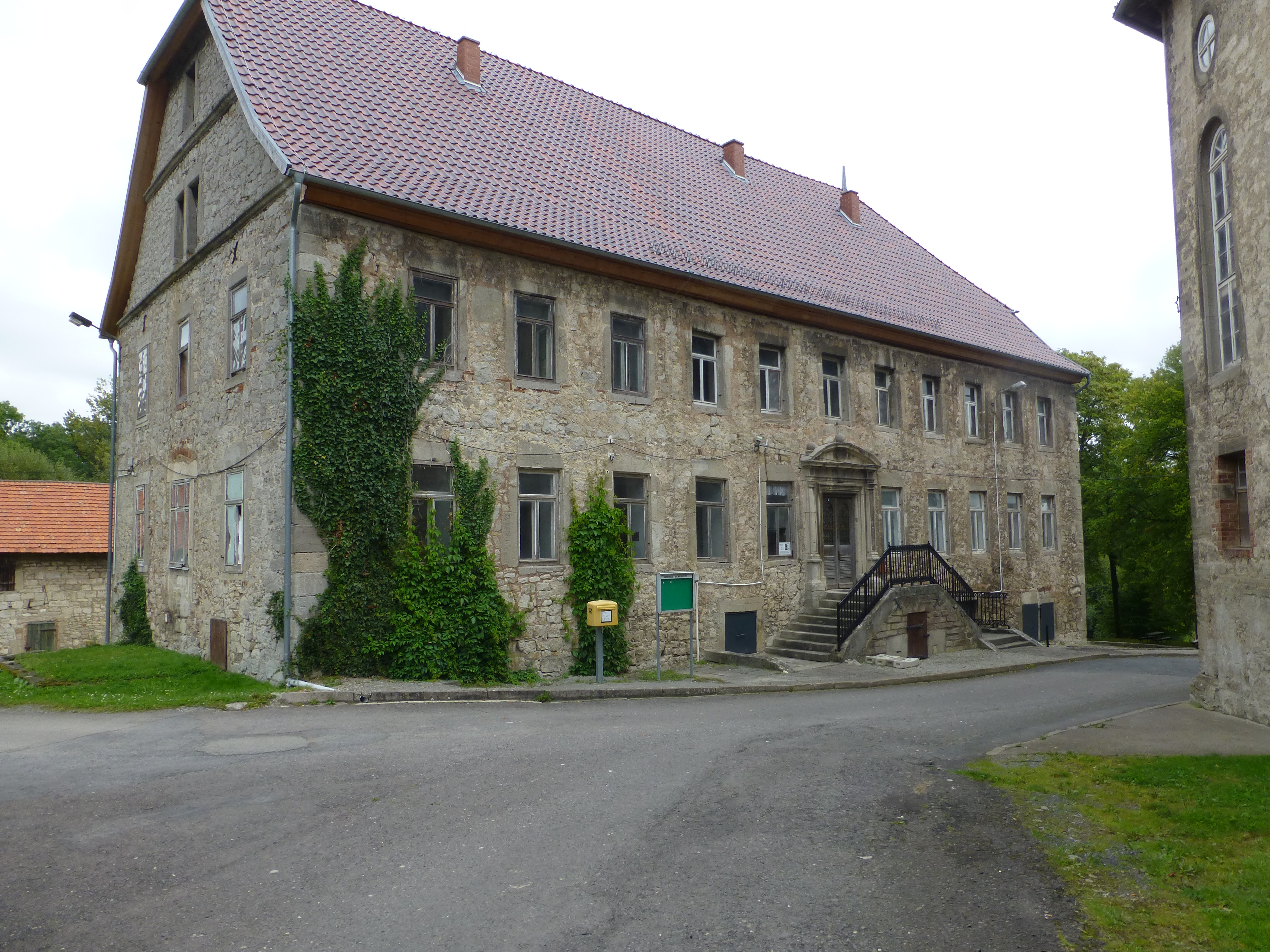
Propstei / Herrenhaus

- erbaut von 1652 bis 1654, Bauart insgesamt Bruchstein über drei Stockwerke
- in Klosterzeiten Wohnung des Propstes, Kaplans, Försters und eines Dieners, ab 1811 Gutsherrensitz, später Wohnung
- Souterrain: gepflasterte Küche, Speise-/Milchkammer, vier große Keller; erster Stock: Speisesaal, fünf Stuben, sechs Kammern; zweiter Stock: großer Saal, sieben Stuben, drei Kammern; Dachgeschoss: zwei Stuben, sieben Kammern
- 2008/2009 Sanierung durch die Gemeinde Anrode (Dach/Dachkonstruktion)
- folgende Pröpste sind bekannt:
  - 1577–1585 David Böddener als weltlicher Klostervorsteher und 1585–1612 Propst
  - 1744–1760 Adam kaltwasser
  - 1760–1788 Anselmus Hunold
  - 1789–1809 Stephanus Mande

2. Gast- und Gerichtshaus

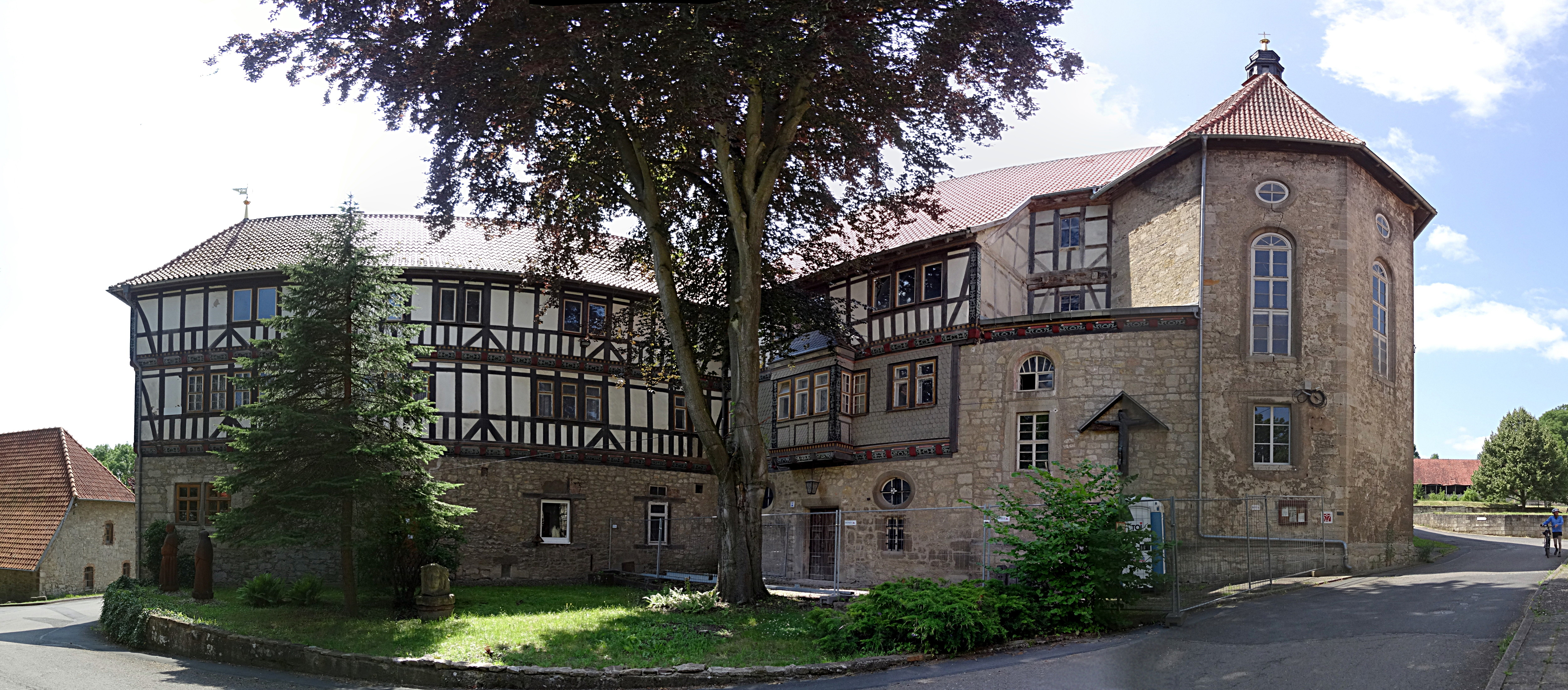
Gast-, Gerichtshaus und Klosterkirche

- erbaut im Mittelalter, im Gemäuer an der Seite zur Straße befindet sich ein Steinrelief mit Kreuzigungsgruppe aus dem 15. Jahrhundert
- 1998/1999 Sanierung durch die Gemeinde Anrode (Dach/Dachkonstruktion, Entfernung nicht historischer, später eingefügter Bauteile)
- steinernes Erdgeschoss: ursprünglich Schlacht-, Wasch- und Backhaus sowie Badestube; zweiter Stock: große Gerichtsstube, sechs weitere Stuben und Kammern; dritter Stock: drei Stuben und fünf Kammern; Dachgeschoss: Getreidespeicher; geräumige Keller für Vorräte, Biertonnen (für selbstgebrautes Bier) und Pökelfleischtonnen; eine große und mehrere kleine Gaststuben

3. Abtei / Rempter
- im 13./14. Jahrhundert erbaut, rechtwinklig zwischen Gast- und Gerichtshaus sowie der Kirche
- 1998/1999 Sanierung durch die Gemeinde Anrode (Dach und Dachkonstruktion, Entfernung nicht historischer, später eingefügter Bauteile)
- Ostseite mit eichenem Fachwerk und Schmuckerker, 1678 erneuert
- gemauerte Terrasse, nach 1810 errichtet
- Erdgeschoss: Rempter, der Speise- und Festsaal der Nonnen, reicht bis in den zweiten Stock; dort Gemach der Äbtissin, Wärmestube; dritter Stock: fünf Stuben für kranke und altersschwache Nonnen
- Ein großer Kamin war so eingebaut, dass er im Erdgeschoss die Sakristei, im zweiten Stock den Kapitelsaal und im dritten Stock die Stuben heizte. Bei archäologischen Grabungen wurde eine mittelalterliche Fußbodenheizung entdeckt.
- nach 1810 Verwalterwohnung, später Försterwohnung, danach Büro und Wohnung
- Im Gebäude befindet sich die in Thüringen größte mittelalterliche Hypokausten-Heizung, die seinerzeit den Speisesaal sowie das Dormitorium beheizte.

4. Kirche, Johannes dem Täufer und dem Apostel Andreas geweiht

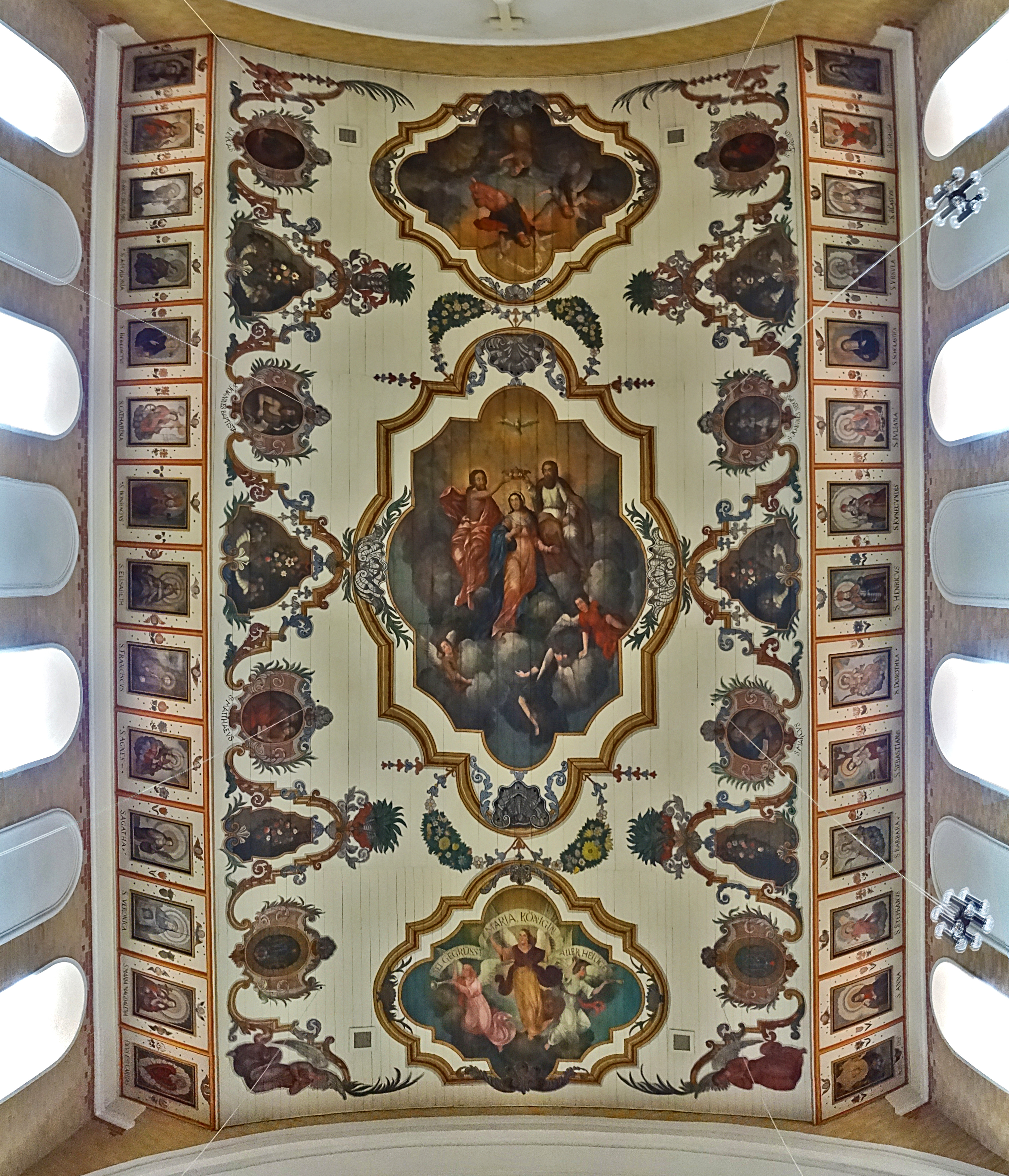
Deckenbilder

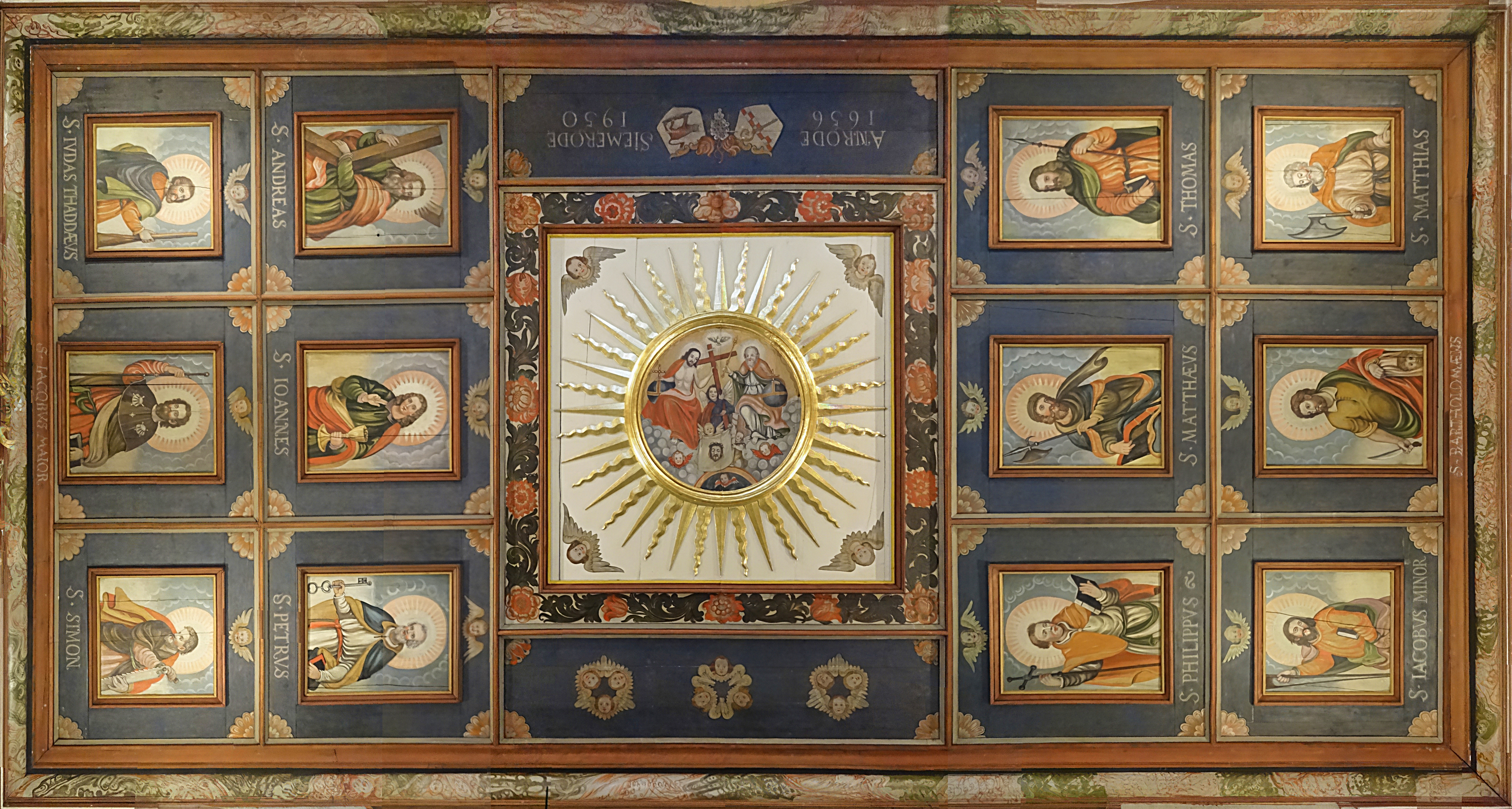
Kassettendecke

- einschiffiger Saalbau, orientiert von West nach Ost, Fenster in der Ost- und Nordseite (früher mit weit berühmten Chiverglasungen, Chi = X)
- 1525 im Bauernkrieg verwüstet, durch Brandstiftung brannte das gesamte Klosteranwesen bis auf die Grundmauern ab, 1610 erneuert und im Dreißigjährigen Krieg wiederum zerstört, von 1670 bis 1693 neu erbaut durch Antonio Petrini und geweiht
- 1811 profaniert, die Kunstgegenstände und das Inventar wurden auf bedürftige Kirchen im Eichsfeld verteilt
- Der Marienaltar, gefertigt 1698, kam in die Kirche nach Struth
- Der Barockaltar der Klosterkirche (vom Anfang des 18. Jh.) kam in die Kirche in Wiesenfeld.
- Die künstlerisch bedeutsame Kassettendecke von 1656 mit etwa 60 Gemälden, die die 12 Apostel, Engel und die Trinität darstellten, kam 1950 in die Kirche St. Nikolaus in Siemerode.
- später Stellmacherwerkstatt, Aufseherzimmer, Holzschuppen, Getreidespeicher, Milchkammer, Werkhalle, Lagerraum
- Der Hobbyschnitzer Günther Leister stiftete im April 1998 dem Kloster Anrode das Kruzifix an der Außenwand (siehe die Inschrift an der Wand).
- 1998/1999 Sanierung durch die Gemeinde Anrode (Dach und Dachkonstruktion, Entfernung von nicht historischen, später eingefügten Bauteilen)
- 2002 Sanierung des Kirchenportals, Einbau der großen Kirchentür
- Bei Grabungen am Fundament stießen Experten auf Knochen. Sie stammen von Zisterziensern, die so bestattet wurden, dass sie vom abfließenden Regenwasser benetzt wurden – als Symbol für Weihwasser.

5. Ehemaliges Nonnenhaus
- schließt direkt an die Kirche an, wegen Baufälligkeit im 20. Jahrhundert teilweise abgerissen und umgebaut
- war früher genauso hoch und breit wie die Kirche, Erdgeschoss massiv, die beiden oberen Stockwerke in Fachwerk, das Eichenholz an der Südseite war reich geschnitzt; tiefe gewölbte Keller, die früher einen Zugang vom ehemaligen Kirchhof aus hatten (Keller 1590 gebaut und 1670/1693 erneuert)
- obere Stockwerke dienten als Nonnenzellen, je sechs auf einer Seite, durch den Mittelgang abgegrenzt (also insgesamt 24 Zellen)
- spätere Nutzung des Erdgeschosses als Schrotausgabe, obere Stockwerke als Fruchtspeicher und Lagerhalle

6. Obere Scheune
- 1709 angelegt als Reserve-Nonnenhaus, 1727 wurde der Bau aus Geldmangel eingestellt
- ursprünglich in Massivbauweise dreistöckig, aus Bruchstein, mit großen Gewölbekellern
- Keller am Südende war Kerker; weitere Keller für Kartoffellagerung; erster Stock: enthielt das Backhaus, die Branntweinbrennerei, die Gärkammer und die Obstdörre; zweiter Stock: Holzschuppen
- nach 1810 Strohscheuer, Schuppen, Garagen

7. Außenscheune
- früher landwirtschaftlich genutztes Lagergebäude (baufällig)

8. Büttstedter Torhaus

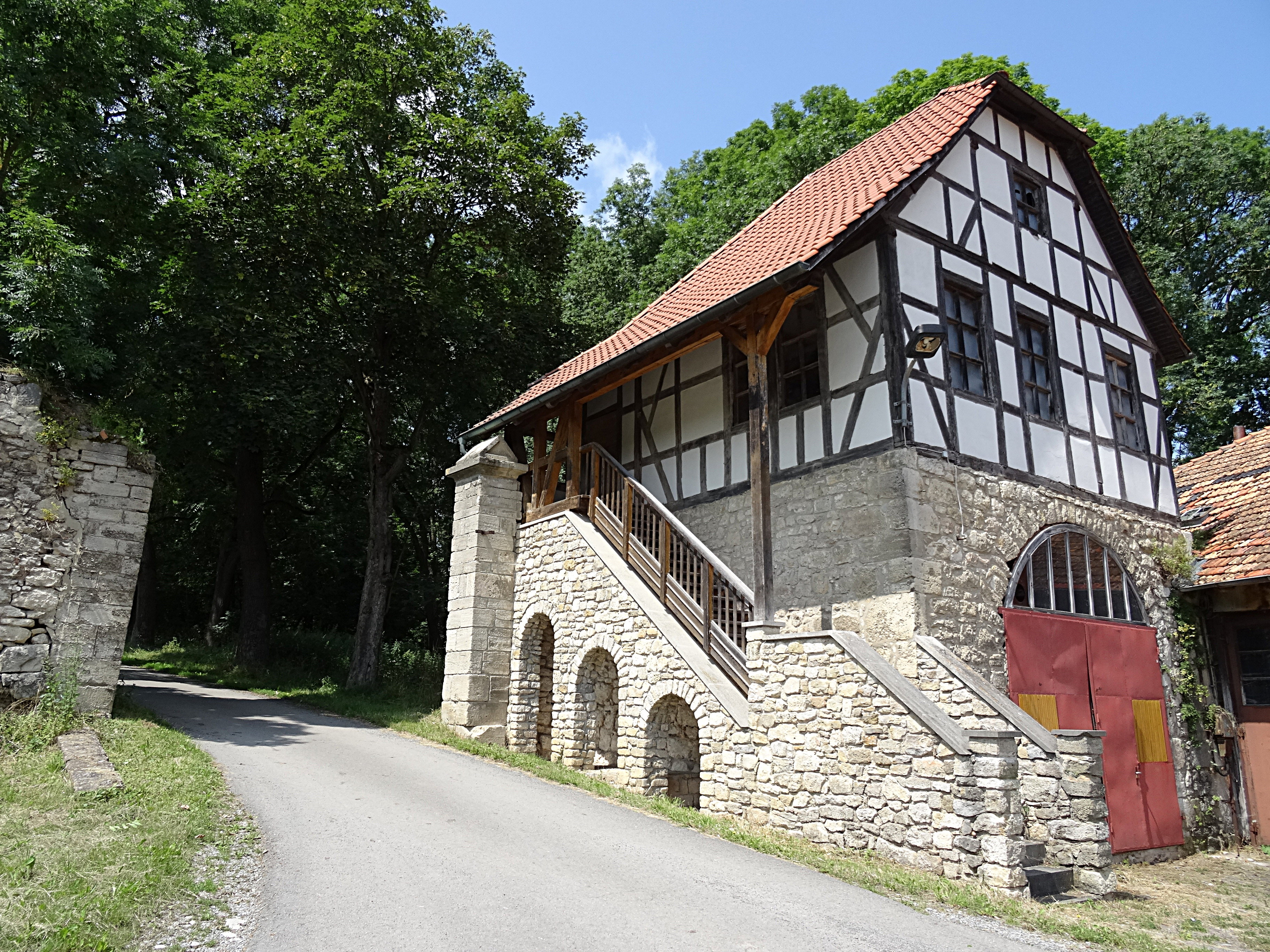
Büttstedter Torhaus

- 1730 erbaut, unterer Teil massiv mit gewölbter steinerner Durchfahrt, oberes Stockwerk aus Fachwerk
- ehemals Torwächterwohnung, nach 1811 Verlegung der Durchfahrt neben das Torhaus und dessen Umbau zur Schmiede, später Wohnung
- 2000 Sanierung durch die Gemeinde Anrode (Dach, Treppenanlage, und Fachwerk)

9. Schmiede
- frühere Wagner-, Böttner- und Schmiedewerkstatt
- später als Wagenremisen und Kohlenkeller genutzt, zuletzt als Garagen

10. Gesindehaus
- nach einem Brand von 1883 neu errichtet
- Im oberen Stock war eine Wohnung für die Mägde und eine Käsereikammer.

11. Stallungen
- nach einem Brand von 1883 wurde dort, wo vorher sechs Gebäude standen (Wagner,- Böttner- und Schmiedewerkstatt, Pferdestall, Gastpferde-Stall, Schweinestall und Kuhstall), ein großer Kuhstall und eine Wagenremise errichtet
- heute für den monatlichen Tier- und Bauernmarkt genutzt

12. Fohlen- und Federviehstall
13. Oberer Schafstall (Museum)
- 1762 erbaut, zwei Stockwerke hoch, ganz massiv
- enthielt unter anderem eine Wohnung für das Gesinde
- 1996/1998 Sanierung durch die Gemeinde, seitdem vom Verein zur Förderung handwerklicher Traditionen als Museum genutzt

14. Unterer Schafstall
- 1653 neu gebaut, später noch einmal erneuert

15. Bickenrieder Torhaus

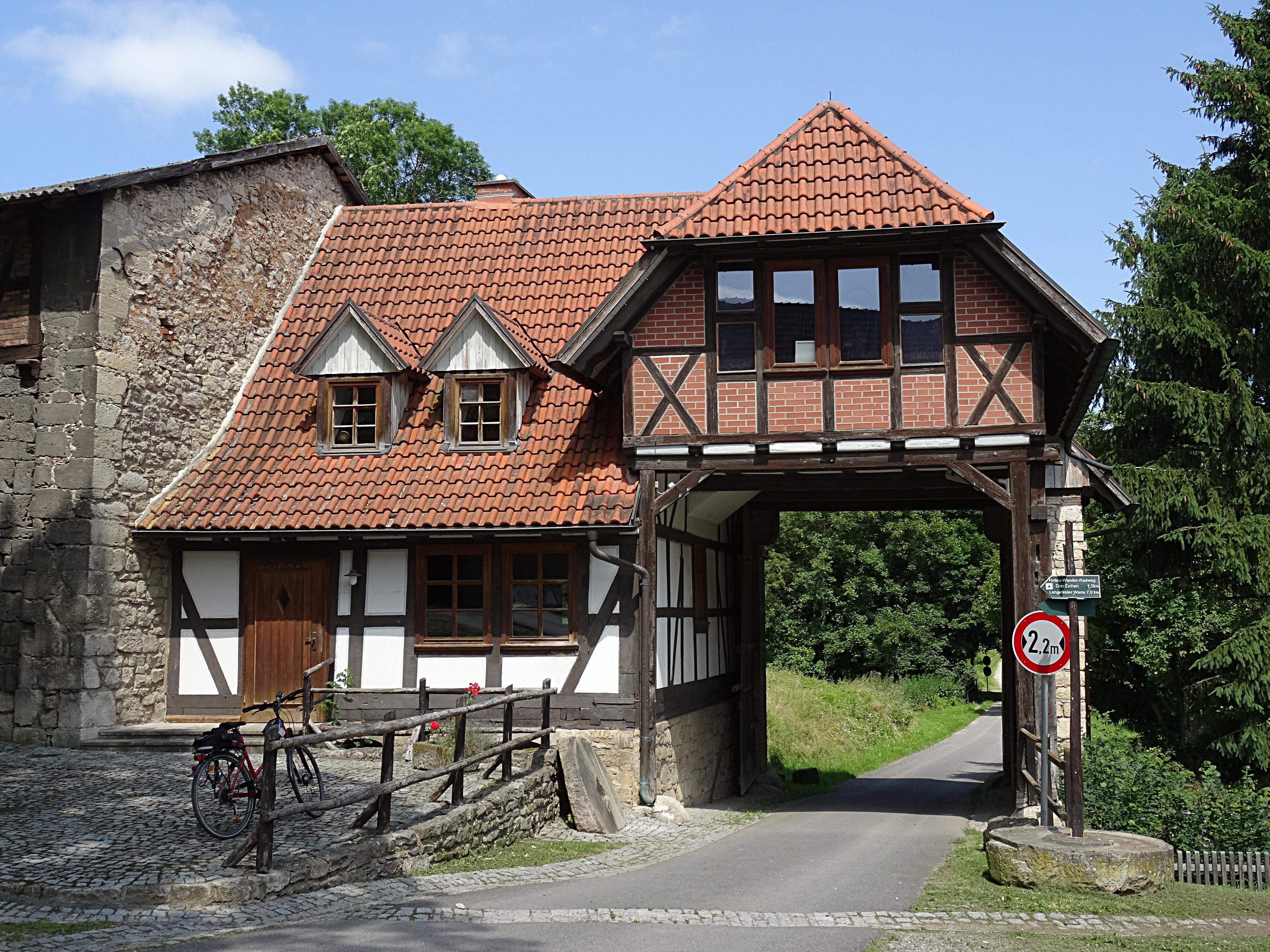
Bickenrieder Torhaus

- 1598 erbaut, massiver Unterbau mit ursprünglich gewölbter Durchfahrt, oben Fachwerk, Durchfahrt später vereinfacht
- ab 1823 Schäferwohnung
- 1999/2000 Sanierung durch die Gemeinde Anrode
- Von 2001 bis 2012 bestand dort die Gaststätte „Klösterschänke“.

16. Wassermühle
- 1598 erbaut nach der Zerstörung von 1525
- diente mit drei Gängen als Mehl-, Öl-, Schneide- und Graupenmühle und wurde durch das Wasser der Klosterteiche gespeist
- betrieben wurde auch eine Kreissäge; 1823 wurde eine Kalk- und Gipsmühle im Zusammenhang mit der Mühle erwähnt
- gemahlen und geschrotet wurde noch bis 1914
- Abriss Ende des 20. Jahrhunderts
- 2000/2001 Sicherung der Grundmauern durch die Gemeinde Anrode

17. Ziegelei
- 1594/1595 im Auftrag von Propst David Böddener erbaut
- Von 1595 bis 1602 wurden 200.000 Ziegeln gefertigt.

18. Untere Scheune (Klosterscheune)
- sehr alter Massivbau, wurde 1649, 1818/1823 und 1995/1997 erneuert
- zum Teil offener Schuppen, zwei Tennen, drei Bansen (Lagerräume), auch Pferdestall, Remise und Hofmeisterwohnung
- heute Veranstaltungsort für Kulturveranstaltungen und private Feiern
- In der ehemaligen Hofmeisterwohnung befindet sich seit 2013 die Ausflugsgaststätte „Schinkenkrug“.

19. Ehemaliges Struther Tor (abgebrochen)
- 1839 wurden Torpfeiler errichtet und die Struther Brücke gebaut.

20. Forsthaus
- teilweise Fachwerkbau
- erbaut in den 1940er Jahren
- 1998/1999 Renovierung durch die Gemeinde Anrode
- Mehrgenerationenhaus mit Unterkunft für Reisende, 20 Betten

## Derzeitige Nutzung
Seit 2017 findet in Ehrung des Langstreckenläufers Mensen Ernst alljährlich der Klosterlauf statt. Mensen Ernst lief um 1800 vom Kloster Anrode bis nach Norwegen.
In den bereits sanierten Räumen des Klosters ist ein Regionalmuseum untergebracht. Gezeigt werden landwirtschaftliche Gerätschaften und Maschinen aus dem 19. und 20. Jahrhundert. Das Gelände wird derzeit regelmäßig für Märkte und sporadisch für Abendveranstaltungen genutzt. Das Kloster wird auch zum Tag des offenen Denkmals geöffnet. In einem Torhaus befindet sich eine Gaststätte.
Im Kloster findet jeweils am zweiten Samstag in den Monaten März bis Oktober ein kombinierter Bauern-, Kunst-, Trödel- und Kleintiermarkt statt.
Der Remter ist im Jahr 2019 in einem sehr schlechten Erhaltungszustand. Sein Zustand wird von Amelie Seck von der Deutschen Stiftung Denkmalschutz als „bedrohlich“ bezeichnet. Neben Rissen im Mauerwerk streben die Außenwände nach außen und drohen, nachzugeben. Im Innenraum haben sich Teile der gotischen Gewölberippen bereits gelöst. Die Schäden gehen auf einen unterschiedlich festen Untergrund und fehlende Instandhaltungsmaßnahmen zurück. Mit dem Abriss des angrenzenden Schafstalls fehlte ein entsprechendes Widerlager. 2008 wurde der Bau erstmals gesichert.
2024 ist der Remter umfassend gesichert und restauriert. 